# North Fork Fortymile River
Der North Fork Fortymile River ist der etwa 95 km lange linke Quellfluss des Fortymile River im zentralen Osten von Alaska (USA).

## Flusslauf
Der North Fork Fortymile River entsteht am Zusammenfluss von Independence Creek (links, 24,5 km lang) und Slate Creek (rechts, 48 km lang). Er durchquert das Yukon-Tanana Upland, eine Mittelgebirgslandschaft, mit zahlreichen Flussschlingen. Der North Fork Fortymile River fließt überwiegend in südsüdöstlicher Richtung. Bei Flusskilometer 54 trifft der wesentlich wasserreichere Middle Fork Fortymile River von Westen kommend auf den North Fork Fortymile River. Dieser vereinigt sich schließlich mit dem von Süden kommenden South Fork Fortymile River zum Fortymile River.

## Hydrologie
Das Einzugsgebiet umfasst etwa 5470 km². Oberhalb der Einmündung des Middle Fork Fortymile River wurden im Sommer 2019 und 2020 Abflüsse gemessen. Dabei wurde im Juni 2020 ein Wert von 54 m³/s ermittelt. Auf der Grundlage der gemessenen Werte und der Annahme, dass in den Wintermonaten der Abfluss vernachlässigbar ist, errechnet sich ein mittlerer Jahresabfluss an der Messstelle von etwa 8,3 m³/s.

## Namensgebung
Der Flussname stammt von Prospektoren und ist seit spätestens 1886 in Verwendung.

## Schutzcharakter
Der North Fork Fortymile River sowie Teile seiner Zuflüsse gehören zum Flusskorridor des Fortymile Wild and Scenic River. Beginnend vom Joseph Airstrip am Middle Fork Fortymile River kann man eine Kanu- oder Raftingtour unternehmen. Am North Fork Fortymile River befinden sich die Stromschnellen The Chute und The Kink. Eine Auslassstelle befindet sich flussabwärts an der Highway-Brücke über den Fortymile River.